# Lysekils LNG-terminal
Lysekils LNG-terminal är en svensk hamnterminal för mottagning och distribution av flytande naturgas i Lysekils kommun.
Lysekils LNG-terminal anlades av Skangass AS och Preem. Den togs i drift 2014 och levererar framför allt flytande naturgas till Preems närliggande raffinaderi. Den har övertagits av Gasum, som blev helägare av Skangass 2014.
Terminalens lagercistern är 45 meter hög och innehåller en 38 meter hög ståltank med 35 meters diameter, vilken kan lagra 30 000 m³.